# Ионава (футбольный клуб)
«Ионава» (лит. Futbolo klubas «Jonava») — литовский футбольный клуб из города Ионава. Домашние матчи проводит на Центральном стадионе Ионавы, вмещающем 1 008 зрителей.

## История
Клуб основан в 1946 году под названием «Спартакас». Затем команда часто переименовывалась: 1952 — «Жальгирис»; 1958 — «Балдининкас»; 1965 — «Кооператининкас»; 1966 — «Азотас»; 1968 — «Статиба»; 1970 — «Кооператининкас»; 1972 — «Аутомобилининикас»; 1978 — «Статиба»; 1990 — «Азотас»; 1994 — «Ахема-Летава»; 1996 — «Летава»; 2017 — «Йонава».
Клуб в 1977 и с 1980 по 1989 год играл в высшей лиге чемпионата Литовской ССР, высшим достижением было 6-е место в 1984 году. В 1989 году команда заняла последнее место и вылетела в низший дивизион.
С началом независимости клуб играл в I лиге, затем два сезона в II лиге и непрерывно до 2016 года в I лиге. Четыре раза становился победителем I лиги. Дважды (1993 и 1999) проигрывал переходные матчи в А Лигу, а в 2012 — отказался от участия в ней. Лишь выиграв в 2015 году I лигу, перебрался в А Лигу.
Провёл в А лиге три сезона. В 2016 году занял 5-е место, в 2017 — 6-е место, а в 2018-м — последнее 8-е место и покинул высший дивизион.
В розыгрыше Кубка Литвы особых успехов не добился, вылетая на начальных этапах соревнований. Несколько раз играл в четвертьфиналах.
Вторая команда клуба «Лиетава-Б»/«Ионава-Б» в сезонах 2015—2017 играла во II лиге.